# Milano-Torino 1922
La Milano-Torino 1922, quindicesima edizione della corsa, si svolse il 23 aprile 1922 su un percorso di 285 km. La vittoria fu appannaggio dell'italiano Adriano Zanaga, che completò il percorso in 10h47'35", precedendo i connazionali Emilio Petiva e Federico Gay.

## Ordine d'arrivo (Top 10)
| Pos. | Corridore                 | Squadra        | Tempo     |
| ---- | ------------------------- | -------------- | --------- |
| 1    | Adriano Zanaga            | Ganna-Dunlop   | 10h47'35" |
| 2    | Emilio Petiva             | Maino          | s.t.      |
| 3    | Federico Gay              | Bianchi-Salga  | a 5'55"   |
| 4    | Giovanni Bassi            | -              | a 7'10"   |
| 5    | Francesco Cerutti         | Peugeot-Wolber | s.t.      |
| 6    | Alessandro Tonani         | Ganna-Dunlop   | a 7'55"   |
| 7    | Giuseppe Santhià          | Devaux         | a 11'15"  |
| 8    | Domenico Schierano        | Lygie          | a 11'33"  |
| 9    | Giovanni Maria Della Fina | -              | a 14'00"  |
| 10   | Antonio Tecchio           | Atala          | a 21'57"  |